# Église Saint-Martin de Nuillé
L'église Saint-Martin est une église catholique située à Soulgé-sur-Ouette, en France.

## Localisation
L'église est située dans le département français de la Mayenne, sur la commune de Soulgé-sur-Ouette. Il s'agit de l'ancienne église Saint-Martin de Nuillé de la commune de Nuillé-sur-Ouette. 

## Historique
L'édifice est construit vers le début du XIe siècle. Sa décoration et sa peinture intérieure, de style Art nouveau, datent de la fin du XIXe siècle.
Il est inscrit au titre des monuments historiques en 1997.